# Rodger Smith
Rodger Dennis Smith (* 26. Juli 1896 in Ottawa, Ontario; † 31. Januar 1935) war ein kanadischer Eishockeyspieler, der während seiner aktiven Karriere zwischen 1919 und 1932 unter anderem 214 Spiele für die Pittsburgh Pirates und Philadelphia Quakers in der National Hockey League auf der Position des Verteidigers bestritten hat.

## Karriere
Smith spielte zunächst bis 1923 überaus erfolgreich in der Stadtliga seiner Geburtsstadt Ottawa, ehe er dem Ruf seines Freundes Lionel Conacher folgte und sich den Pittsburgh Yellow Jackets aus der United States Amateur Hockey Association anschloss. Der Verteidiger verweilte dort bis zum Verkauf des Teams im Jahr 1925, ehe er von den Pittsburgh Pirates aus der National Hockey League verpflichtet wurde und damit ins Profilager wechselte.
Bei den Pirates stand Smith die folgenden fünf Spielzeiten im Kader und wechselte mit dem Team auch nach Philadelphia, als es vor der Spielzeit 1930/31 umgesiedelt und als Philadelphia Quakers den Spielbetrieb fortsetzte. Erst im Dezember 1930 wurde er gemeinsam mit Tex White an die Pittsburgh Yellow Jackets verkauft, die inzwischen der International Hockey League angehörten. Die Quakers hatten nach den kurzfristigen Verpflichtungen von D’Arcy Coulson und Eddie McCalmon Platz im Kader machen müssen.
Im Kader der Yellow Jackets verweilte der Defensivakteur allerdings nicht lange, da er alsbald in seine kanadische Heimat zurückkehrte und für den Ligakonkurrenten Niagara Falls Cataracts auflief. Seine Karriere ließ er in der Saison 1931/32 bei den Chicoutimi Carabins ausklingen.

## Erfolge und Auszeichnungen
- 1920 OCHL First All-Star Team
- 1921 OCHL First All-Star Team
- 1922 OCHL First All-Star Team
- 1923 OCHL First All-Star Team
- 1932 ECSHL First All-Star Team

## Familie
Smiths jüngerer Bruder Des Smith war ebenfalls professioneller Eishockeyspieler und bestritt zwischen 1937 und 1942 insgesamt 221 Spiele für vier verschiedene Franchises in der National Hockey League. Ebenso spielten dessen Söhne – Rodger Smiths Neffen – Gary und Brian Smith in der NHL.